# 東来順

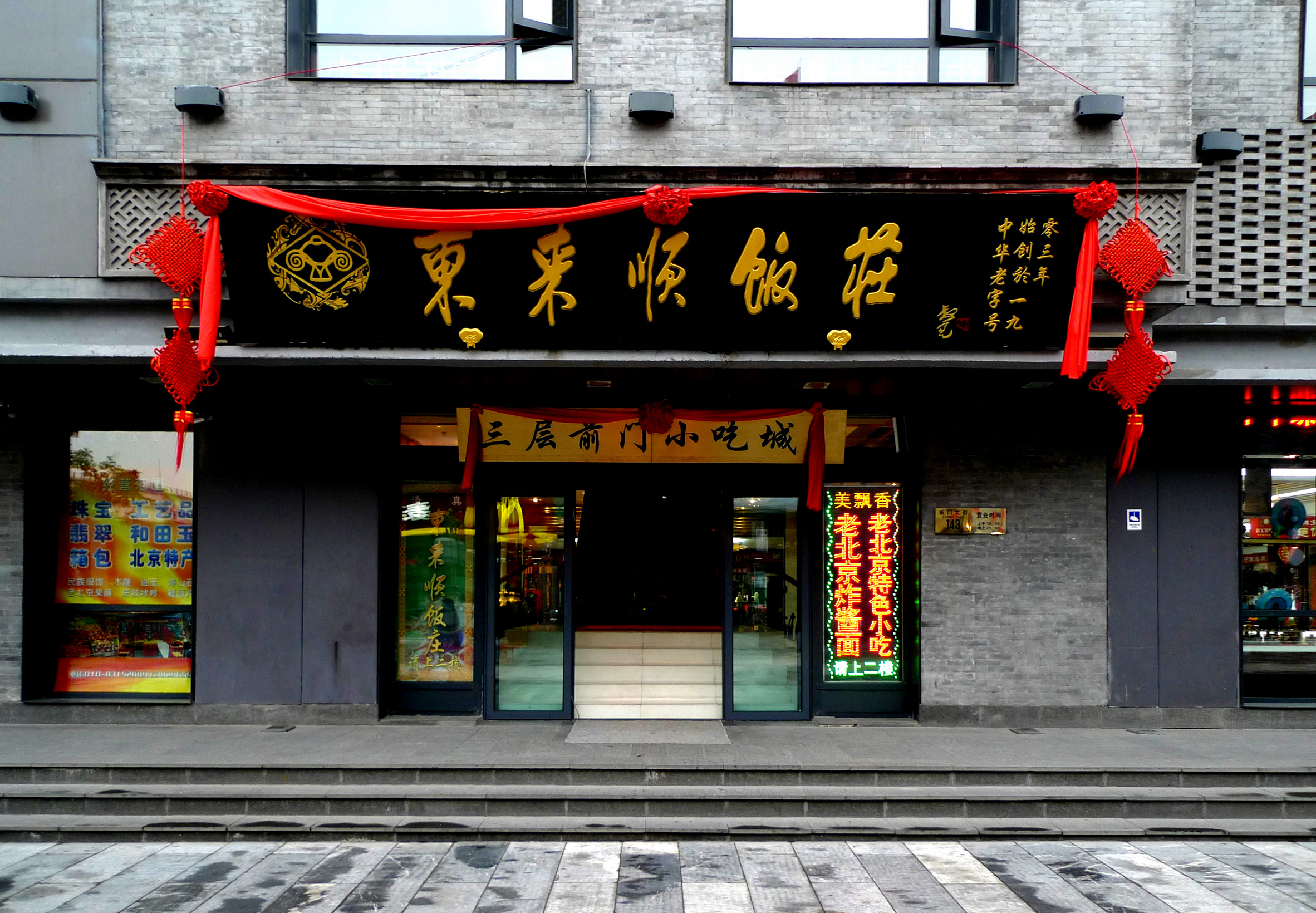
東来順前門大街店

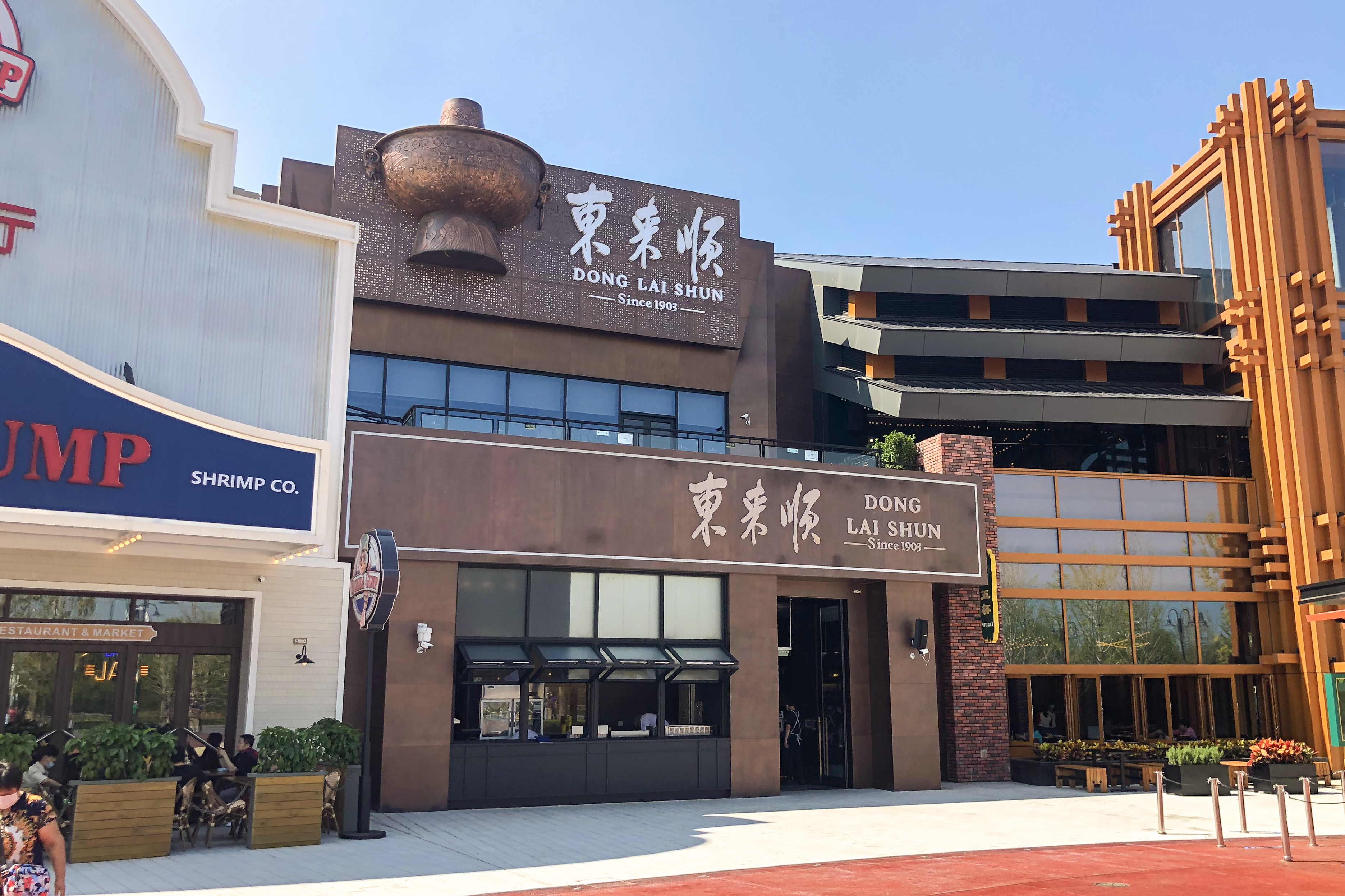
東来順ユニバーサル・北京・リゾート店

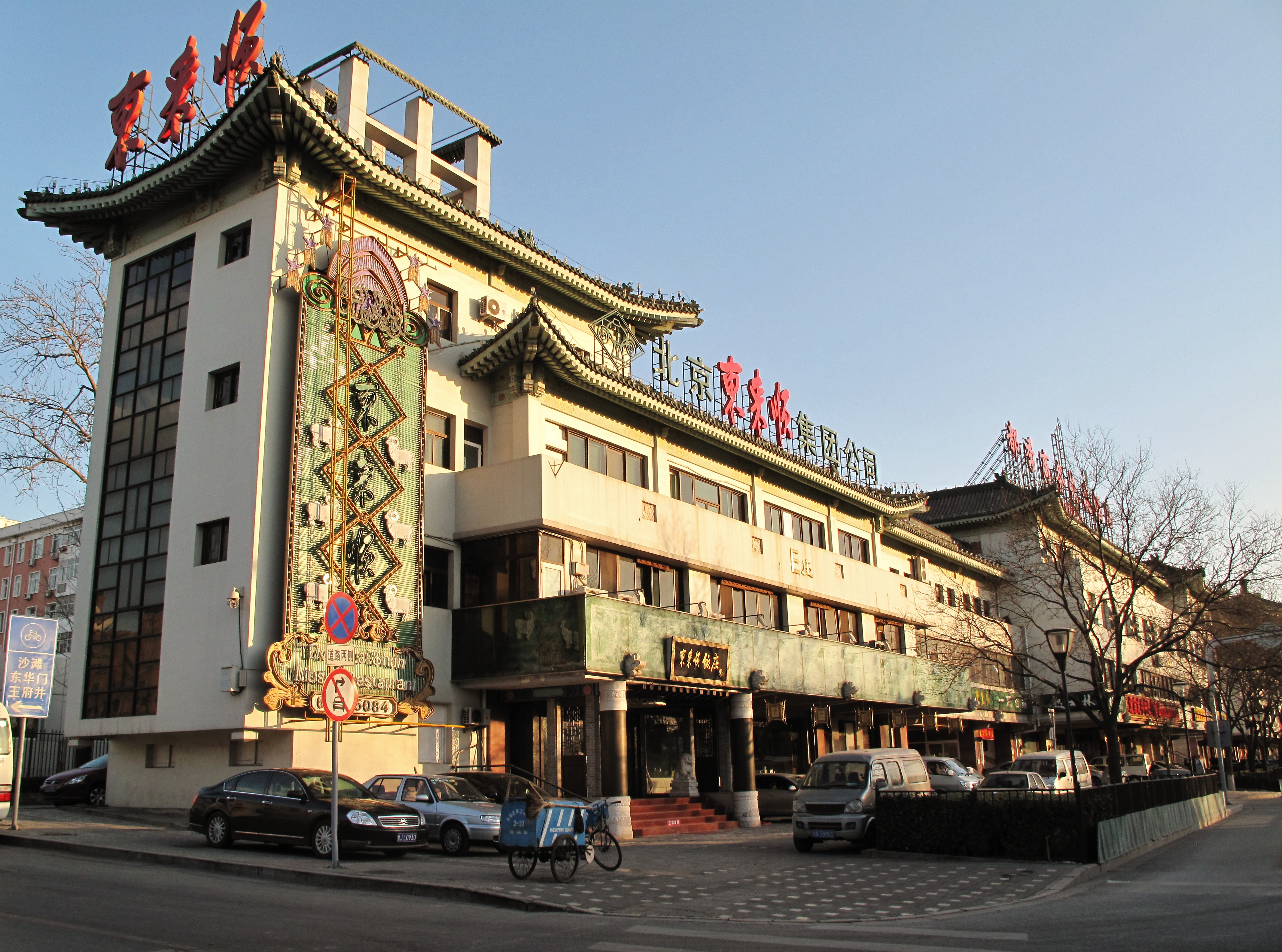
東来順華龍街店

東来順飯荘（トンライシュン、とうらいじゅん、簡体字: 东来顺）は、中華人民共和国の北京市朝陽区に本社を置く清真料理のチェーン。

## 概要
涮羊肉（羊肉のしゃぶしゃぶ）で名高い。
2006年に中華人民共和国商務部が中華老字号（いわゆる「中国の老舗）を認定した際に、東来順も認定されている。「最も繁盛している清真料理店」といわれる。
河北省出身のイスラム教徒である丁徳山が1903年に王府井の東安市場で緑豆や栗の粉で作った麺（雑麺）や、そば粉などで作った蒸し餅を売る露店として創業した。商売は繁盛し、少しずつ規模が大きくなり、1941年には涮羊肉を売るようになった。

## 涮羊肉

### タレ
涮羊肉に用いるタレは秘伝とされる。

### 羊肉
内蒙古の黒頭小尾羊の9か月から18か月の仔羊肉のみを使う。
創業当初から羊肩肉など涮羊肉に手ごろな部位だけを使い、他の部位は肉屋に売りさばいている。現在でも、一頭の仔羊の30パーセントしか店では使用されていない。
肉の切り方によって店の人気は左右されるものだが、丁徳山は当時名人と呼ばれた人を招き、弟子を育成している。今日では肉を切るのは機械化されているが、その機械は東来順特製で本店から提供される。